# 戴伟进
戴伟进，美籍华人半导体工业家。是图形处理技术领域的知名专家。现任芯原股份董事、副总裁、IP事业部总经理。

## 家世
祖籍浙江宁波鄞县。出生于著名戴氏家族。有兄戴伟民，美籍华人半导体专家。有妹戴伟立，美国亿万富豪、美满电子科技公司创始人。祖父美国华侨。

## 生平

### 早期生涯
生于上海。自小喜欢物理学，1977年高中毕业，正值文化大革命末期，没能上大学。高中毕业后，在上海某电厂担任技师。不久后中华人民共和国恢复高考制度。戴伟进参加高考，志愿为上海科学技术大学，顺利考入。在上海科技大学习当时新兴的计算机技术。

### 移居美国
1979年，中美建交。戴家原为宁波裔美国华侨，祖父曾移民美国，全家于是决定再次移民美国。戴伟进与兄戴伟民、妹戴伟立纷纷考入加州大学伯克利分校，攻读计算机科学。戴伟进因成绩优异，越级升入硕士攻读计算机辅助设计。1982年，仅经三年，获得加州大学伯克利分校计算机科学学士学位。1985年，获得加州大学伯克利分校电气工程与计算机科学硕士学位。

### 工作生涯
曾先后在美国惠普公司和美国电话电报公司著名的贝尔实验室里担任过多个技术和管理职位，曾还是酷腾设计系统公司（QuickTurn）关键研发成员。后赴加州硅谷自行创业。1996年，戴伟进合伙创立了硅谷远景公司（Silicon Perspective），出任公司研发副总裁。2001年，美国铿腾公司（Cadence）斥资5亿多美元，并购了戴伟进的硅谷远景公司，并以戴的技术基础建立了数字技术解决方案，任命戴伟进为新公司的公司副总裁和数字集成电路设计部总经理。其后，担任图芯芯片技术有限公司总裁兼首席执行官、图芯技术有限公司总裁。图芯技术有限公司（Vivante）是嵌入式图形处理器（GPU）设计领域中的先驱企业。2015年底至2016年，芯原股份收购图芯技术有限公司，戴伟进加盟芯原股份。戴伟进现任芯原股份的董事、副总裁、IP事业部总经理。